# Jean-Michel Jouillat
Jean-Michel Jacques Jouillat, né le 27 décembre 1955 à Athis-Mons (Seine-et-Oise) et mort le 2 avril 1999 dans le 10e arrondissement de Paris,, est un artiste peintre, plasticien et poète français.

## Biographie
Jean-Michel Jouillat est le cadet de quatre enfants nés de l'union de Jacques Aimé Jouillat et Lucienne Rigolet. Il passe sa jeunesse à Chilly-Mazarin, au sud de Paris.
Dans l'idée de devenir illustrateur de livres pour enfants, Jean-Michel Jouillat suit une formation aux Arts graphiques de Paris. Après avoir hésité pendant deux ans sur la poursuite de ses études aux Beaux-Arts, il devient peintre et poète.
Son œuvre graphique s'articule autour de deux pôles radicalement différents : le réalisme et l'abstraction.
Le Delarge, Dictionnaire des arts plastiques modernes et contemporains présente Jean-Michel Jouillat comme un peintre « marqué par la prise de vue cinématographique, il garde un très léger flou pour indiquer qu'il s'agit bien du travail du pinceau. »
Jean-Michel Jouillat collabore dans les années 1980 avec la marque DMC en réalisant pour elle différents modèles de tapisseries à confectionner au canevas.
Dès 1980, il expose dans des salons, notamment le Salon des indépendants, le Salon d'Automne, le Salon des Artistes français, à Paris. Il réalise sa première exposition personnelle en 1984 à la Galerie Cluny, de Genève.
Certaines de ses toiles sont accompagnées de poèmes qui explicitent sa démarche, de même que les titres qui sont généralement beaucoup plus évocateurs que descriptifs. En 1996, il fait paraître un recueil de poèmes illustrés par ses peintures : Un autre exil.
De 1996 à 2001, sept de ses toiles sont employées pour illustrer les couvertures des romans de Joanna Trollope réédités chez Pocket.
Décédé prématurément à l'âge de 43 ans le 2 avril 1999, il est enterré à Chilly-Mazarin, auprès de ses parents.
Le 2 mars 2024, une importante vente de tableaux est organisée par la salle des ventes des Andelys, à la suite de la dispersion d’une partie du fonds d’atelier de l'artiste.

## Propos de l'artiste sur sa démarche
« J'associe dans mes toiles l'aspect irréel du rêve à celui concret de l'architecture, le côté solide des pierres à la vie fragile des personnages, par rapport à ces éléments. Les êtres humains disparaîtront et les choses resteront. En peinture, il faut une autre dimension que la seule esthétique. »
« J'aime bien représenter des personnages, car ils contrastent avec l'architecture dans laquelle je les place. Leur fragilité et leurs limites dans l'existence contrastent avec le décor dans lequel je les ai placés, décor qui représente le passé. Ce qui veut dire que leur temps est limité. J'aime aussi que la toile ne soit pas fermée, qu'il y ait toujours un ciel et des portes de sortie. Je ne veux pas faire une peinture où tout est dans la toile, et je ne veux pas peindre des choses qui soient directement quotidiennes. Mes toiles sont plutôt une image de pensées. »

## Thèmes et sujets dans l'œuvre
« Ses thèmes essentiels sont les personnages et des intérieurs de maison. Influencé par le surréalisme, il aime les cadrages insolites influencés par la photographie et ses intérieurs vides sont souvent figurés de nuit ce qui crée une atmosphère mêlant étrangeté, malaise ou mystère.
La lumière, naturelle ou plus souvent artificielle, peut parfois sembler le véritable sujet de sa peinture : il s'en sert pour sculpter les volumes, créer des contrastes et des amplifications de couleurs qui esthétisent et distancient la banalité apparente du quotidien. »
L'espace est souvent prolongé par une porte, une fenêtre ou un escalier, ou inversement raccourci par un gros plan sur un objet. Les miroirs, les tableaux posés sur le sol, les fenêtres ouvrant sur un paysage ou les portes ouvrant sur une autre pièce sont autant de mises en abîme.
Des éléments comme une tasse de café, un verre de vin ou une cigarette fumant encore permettent de suggérer la présence humaine sous la forme « négative » de l'absence provisoire, suggérant qu'un événement vient de se produire ou va se produire dans la lignée de l'« instant décisif » d'Henri Cartier-Bresson.
Selon la Gazette Drouot, les personnages du peintre sont « marqués par l'étrangeté et expriment interrogation, rêverie, mélancolie ou encore érotisme diffus.»

## Revue de presse
« Dans ses toiles posent ou passent des personnages au regard perdu et comme statufiés dans une éternelle jeunesse. Que ces mannequins de cire soient en tenue estivale ou drapés à l'antique n'a guère d'importance. On se retrouve hors du temps, hors du monde, dans les coulisses d'un théâtre où toutes les rencontres sont possibles. Ces paysages exotiques aux teintes vieillottes et délavées baignent apparemment dans une mélancolique douceur mais sur ces décors étranges, ces terrasses coloniales et ces escaliers monumentaux plane la menace muette d'un drame suspendu.»
« Des personnages fragiles, immobilisés comme dans le conte de La Belle au Bois Dormant, dans un décor antique ou renaissance. Des jardins, des colonnes et des escaliers aux perspectives parfaites. On se souvient de Botticelli pour la ligne, de Vinci pour les horizons où se profilent des arbres épurés et de Michel-Ange pour certains personnages masculins et désœuvrés qui peuplent les arrières-plans. Jean-Michel Jouillat a bien révisé ses classiques. Mais l'atmosphère de ses toiles évoquent surtout la peinture métaphysique de De Chirico privée de ses audaces psychanalytiques. Clean. »
« Jean-Michel Jouillat réalise des œuvres poétiques aux multiples références qui nous transportent dans un univers à la limite du réel et du fantastique. Un univers intimiste souvent construit autour d'un bouquet de fleurs où chaque détail est suggestif. »
« Jouillat nous entraîne dans un univers où la beauté minutieuse du décor ne suffit pas à masquer la solitude de l'homme, acteur nonchalant de rencontres que le peintre nous laisse imaginer à notre guise. »
« L'œuvre de Jean-Michel Jouillat est avant tout figurative, mais elle confine par instant à l'abstrait. Le peintre porte un regard aigu et angoissé sur les choses. Et notamment sur des intérieurs d'appartements ou de maisons. Mais les intérieurs de Jouillat s'ouvrent toujours sur un extérieur rempli d'espoir. L'eau, la mer, la nature, sont là tout proches avec leur lumière. Il sait manier les éclairages, qu'ils soient artificiels ou naturels. Ses toiles sont nimbées de rais de lumière qui font exploser la grisaille des intérieurs. Un art très abouti fait d'ombres et de lumières. »

## Œuvres

### Huiles sur toiles

#### Peintures réalistes
- Attache (L') (130x97)
- Au cœur des apparences (116x81)
- Billard (Le)
- Calcaire
- Chaise longue en bord de mer (65x81)
- Chez nous (80x80)
- Clair de lune (90x145)
- Complices (Les) (100x100)
- D'une infinie distance (92x65)
- Degré des songes (Le) (92x65)
- Des jours et des nuits (116x89)
- Double jeu (75x60)
- Échange (L') (100x81)
- Échappée (L') (50x50)
- Entends la nuit (60x60)
- Épilogue (73x60)
- Escalier (L') (92x65)
- Et pourtant, elle tourne (100x81)
- Été (L') (80x80)
- Événement singulier (L') (100x100)
- Falaises de Cornouaille (Les) (81x100)
- Fontaine
- Force du destin (La) (116x89)
- Fumeur (Le) (80x80)
- Grenade s'endort (100x100)
- Herbes roses (Les) (65x93)
- Il faudra bien un jour te souvenir (100x81)
- Intérieur au poisson et au rideau rouge (100x100)
- Jeu d'orange
- Jeune Homme au cadre
- Jouet du destin (Le) (116x89)
- Le Jour, l'heure, quelle importance ! (100x81)
- Juste la vie (60x60)
- Lecture (La) (73x50)
- Lien n'est pas rompu (Le) (100x100)
- Mer Égée (81x60)
- Moment oublié (65x100)[19]
- Mouvement la nuit (65x100)
- Nos désirs s'opposent à la nuit (130x81)
- Obsidienne (L') (81x65)
- Océan désert (100x81)
- Passage imprévu (Le) (81x65)
- Passager (Le) (73x60)
- Pensée ne peut faire défaut (La) (116x89)
- Pourquoi ? (100x81)
- Probablement, un signe... (80x80)
- Promesse des ombres (La) (100x100)
- Puissante nature (La) (81x100)
- Pyramides (Les) (80x80)
- Quelqu'un ? (100x81)
- Rayon capturé (Le) (60x60)
- Reflet égaré (Le) (81x65)
- Rendez-vous (73x94)
- Sable (62x83)
- Secret (Le) (50x50)
- Seul (80x80)
- Seule, la nuit écoute (60x60)
- Soir d'été (116x89)[20]
- Souffle (Le) (116x89)
- Souvenir d'Égypte
- Tout le jour, la pluie n'a cessé (100x81)
- Trace (La) (80x80)
- Tout me menait à vous (100x65)
- Un autre soir (50x73)
- Un autre exil (100x81)
- Un parfum demeure (80x80)
- Un songe s'enfuit (100x100)
- Univers, l'instant... (L') (92x73)
- Vent (Le) (80x80)
- Vertige (33x46)

#### Peintures abstraites
- Sirollo (116x81)
- Composition à fond vert (100x100)
- Composition à fond vert (50x50)
- Composition en bleu (80x80)
- Composition en vert (80x80)
- Composition en gris et bleu (80x80)
- Composition à fond rouge (60x60)

### Tapisseries
Canevas DMC, collection "Nouvelle Tapisserie"
- Tutti Frutti (46x55)
- Magic night (33x46)
- Séduction (24x35)
- Au Touquet (46x33)
- Les Cygnes (33x46)
- Îles Borromées (46x33)
- Marienbad (46x55)
- Soir d'été (20x20)
- Sous la véranda (46x55)
- Nymphéa (33x46)
- La Féline (33x46)
- Bord de Loire (46x33)
- Abondance (24x35)
- L'Oiseau migrateur (56x74)
- Automne (50x61)
- Printemps
- Été (45x61)
- Iris
- Balade en automne (99x50)
- La Semeuse (46x61)
- Le Petit Bois (50x61)
- Frimas (65x80)
- Millefleurs (65x140)
- Nuit au château
- Reflets

### Couvertures de livres
Romans
- Un amant espagnol	(A Spanish Lover, 1993) / Joanna Trollope ; trad. Dominique Peters. Paris : Pocket n° 4349, 09/1996, 374 p.  (ISBN 2-266-06569-6). Réimpr. 06/1996. Titre du tableau ayant servi à illustrer la couv. : Souvenir d'Égypte.
- Trop jeune pour toi (The Men and the Girls, 1992) / Joanna Trollope ; trad. Dominique Peters. Paris : Pocket n° 4350, 02/1996, 326 p.  (ISBN 2-266-06570-X). Réimpr. 04/1996 (HC), 08/1997, 11/1998.
- La Femme du pasteur (The Rector's Wife, 1991) / Joanna Trollope ; trad. Dominique Peters. Paris : Pocket n° 4351, 01/1997, 321 p.  (ISBN 2-266-06571-8). Réimpr. 06/1999.
- De si bonnes amies (The Best of Friends, 1998) / Joanna Trollope ; trad. Dominique Peters. Paris : Pocket n° 10132, 05/1998, 291 p.  (ISBN 2-266-12149-9). Réimpr. 09/1999.
- Les Liens du sang (Next of Kin, 1996) / Joanna Trollope ; trad. Dominique Peters. Paris : Pocket n° 10296, 03/1999, 352 p.  (ISBN 2-266-07894-1)
- Les Enfants d'une autre (Other People's Children, 1998) / Joanna Trollope ; trad. Dominique Peters. Paris : Pocket n° 10763, 03/2000, 347 p.  (ISBN 2-266-12635-0)
- Séparation de cœur (Marrying the Mistress, 2000) / Joanna Trollope ; trad. Dominique Peters. Paris : Pocket n° 11026, 02/2001, 318 p.  (ISBN 2-266-10362-8). Titre du tableau ayant servi à illustrer la couv. : L'attache.

Coffrets
- Regards de femmes (coffret de 3 romans) : Vierges du paradis / Barbara Wood. Trop jeune pour toi / Joanna Trollope. Et soudain le silence / Belva Plain. Paris : Pocket, 10/1997.  (ISBN 2-266-07974-3)
- Joanna Trollope (coffret de 3 romans) : Un amant espagnol, La Femme du pasteur, Trop jeune pour toi. Paris : Pocket, 12/1999.  (ISBN 2-266-09717-2)

### Cartes postales
Éditées par :
- les éditions Mic Max (Paris) en 1983
- La Pastourelle (Paris) : Calcaire, Jeu d'orange, Fontaine.

## Musées et collections publiques
- Musée de la Résistance de Châteaubriant (Loire-Atlantique) : tableau réalisé pour le rassemblement international de l’Amicale de Neuengamme, organisé à La Baule, du 18 au 21 mai 1984[22].

## Expositions

### Expositions personnelles
- 1984 : Galerie Cluny (Genève), FIAP (Evry)
- 1987 : Théâtre Gérard Philippe (Saint-Denis)
- 1988 : Galerie Arts et Création (Le Pouliguen)
- 1989 : Galerie André Nègre (Marseille)
- 1990 : Galerie REC (Paris), Mécénat Crédit local de France (Paris)
- 1991 : Hôtel Lutetia (Paris)
- 1992 : Galerie des Collectionneurs d'art contemporain (Paris)
- 1994 : Catherine Ferney Art Gallery (Bruxelles), Galerie MISS (Genève), Galerie Christian Alexandre-Martine Dennoz (Tanlay)
- 1995 : Galerie de Bucci (Paris)

### Expositions de groupe
- 1989 : Art et créations contemporaines, magasin Sinlapakone (Grenoble)
- Galerie Couleurs d'Aujourd'hui (Paris et Deauville)
- Galerie Zone Libre (Paris)
- Collégiale Notre-Dame-et-Saint-Laurent d'Eu (Normandie)
- Galerie Casanova (Paris)
- Les Ateliers de la Spirale (La Baule)
- Galerie Cour Saint-Pierre (Genève)
- Galerie Schèmes (Lille)
- Galerie Hargeline (Paris)

### Salons
- Salon des Indépendants (Paris)
- Salon d'Automne (Paris)
- Nouveau Salon de Paris (Paris La Défense)
- Salon Duché du Luxembourg
- Salon de Caen
- Salon des Artistes Français (Paris)
- Salon des Comparaisons (Paris)
- Salon des Figurations Critiques (Paris)
- Salon de la Peinture Contemporaine Figurative (Mulhouse)
- Salon d'Arts Plastiques (Dreux)
- 1986 : 12e Salon du Pouliguen, Catherine Ariel et les Ateliers de la Spirale (28 juin au 30 août)
- 1992 : C.C.C., Paris[6]
- 03/1993 : Salon de printemps (Clichy-la-Garenne, Maison du Peuple)
- 06/1993 : Fondation Abbé Pierre «Sans toit je meurs» (Pavillon de l'Arsenal, Paris)
- 11/1993 : Salon Grands et Jeunes d'Aujourd'hui (Paris, Grand Palais)